# Haido Sechu
Haido Sechu, död efter 1805, var en grekisk (Sulioter) gerillakrigare under det Grekiska frihetskriget.  
Haido var den förstfödda dottern till Giannakis Sechos och brorsdotter till Despos Botsi. 
Hennes agerande började 1792 i kriget med Ali Pasha, där hon stred tillsammans med männen, särskilt Photo Xavela. 
Hon utmärkte sig i slaget vid Kaifas (1792).
I det tredje kriget (1800-1803) mellan Ali Pasha och Soulioterna hade hon en ledande roll: hon blev kapten med sin egen militärkår av Soulioter, hon deltog i Souliote-kaptenernas råd, och ledde ett kompani bestående av Soulioter i strid. 
Dess bidrag till försvaret av Kougi-kullen var viktigt. Den 3/9/1803 ockuperade Ali Pasha byn Kakosouli, med hjälp av Peliko-Gousi, som gömde 200 muslimska arvaniter i sitt hus. Soulioterna hade endast Kougi och Kiafa under sin kontroll. Där vaktade männen de tillgängliga stigarna, och kvinnorna bar förnödenheter under eld från belägrarna för att försvara kullen. Haido var bland dem.  
Efter Soulis fall åkte Haido med Photo Zavela till Korfu och sedan till den italienska halvön, där hon 1805 slogs med Zavela i slaget vid Neapel mot Napoleon.